# Burg Fürsteneck (Eiterfeld)

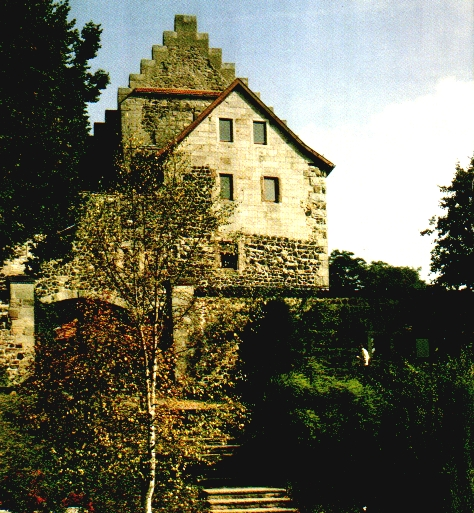
Burg Fürsteneck von Süden

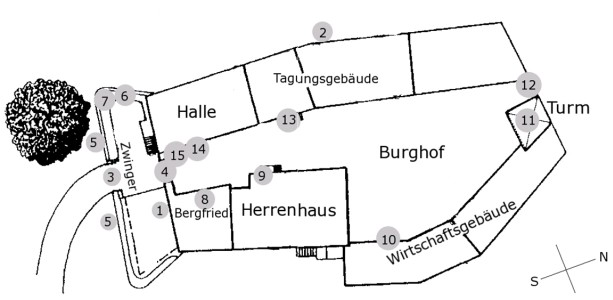
Grundriss der Burg Fürsteneck

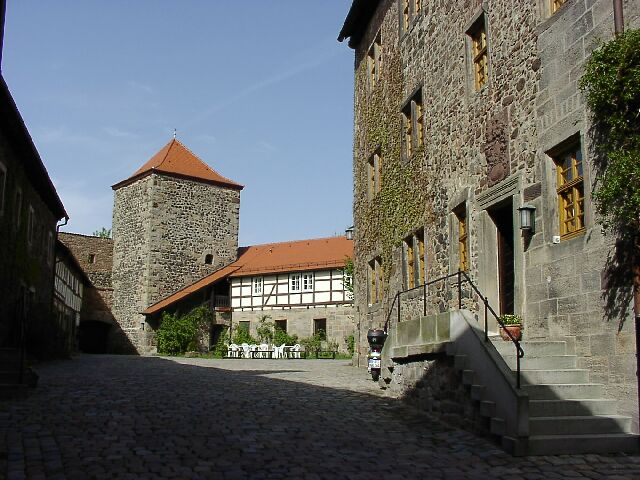
Burghof der Burg Fürsteneck

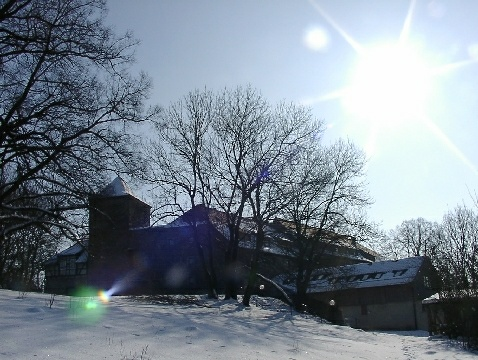
Nordseite im Winter

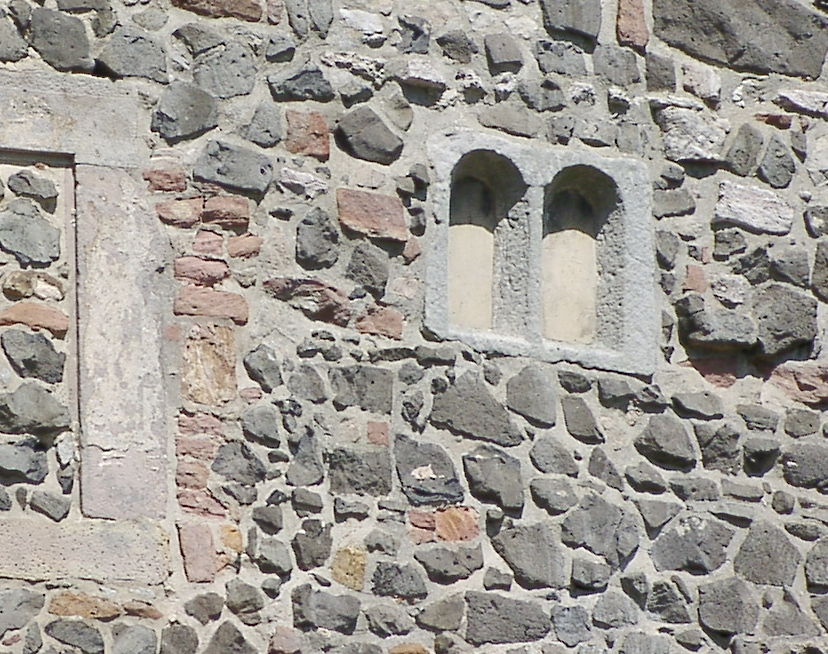
Einstein-Zwillingsfenster in der Südmauer

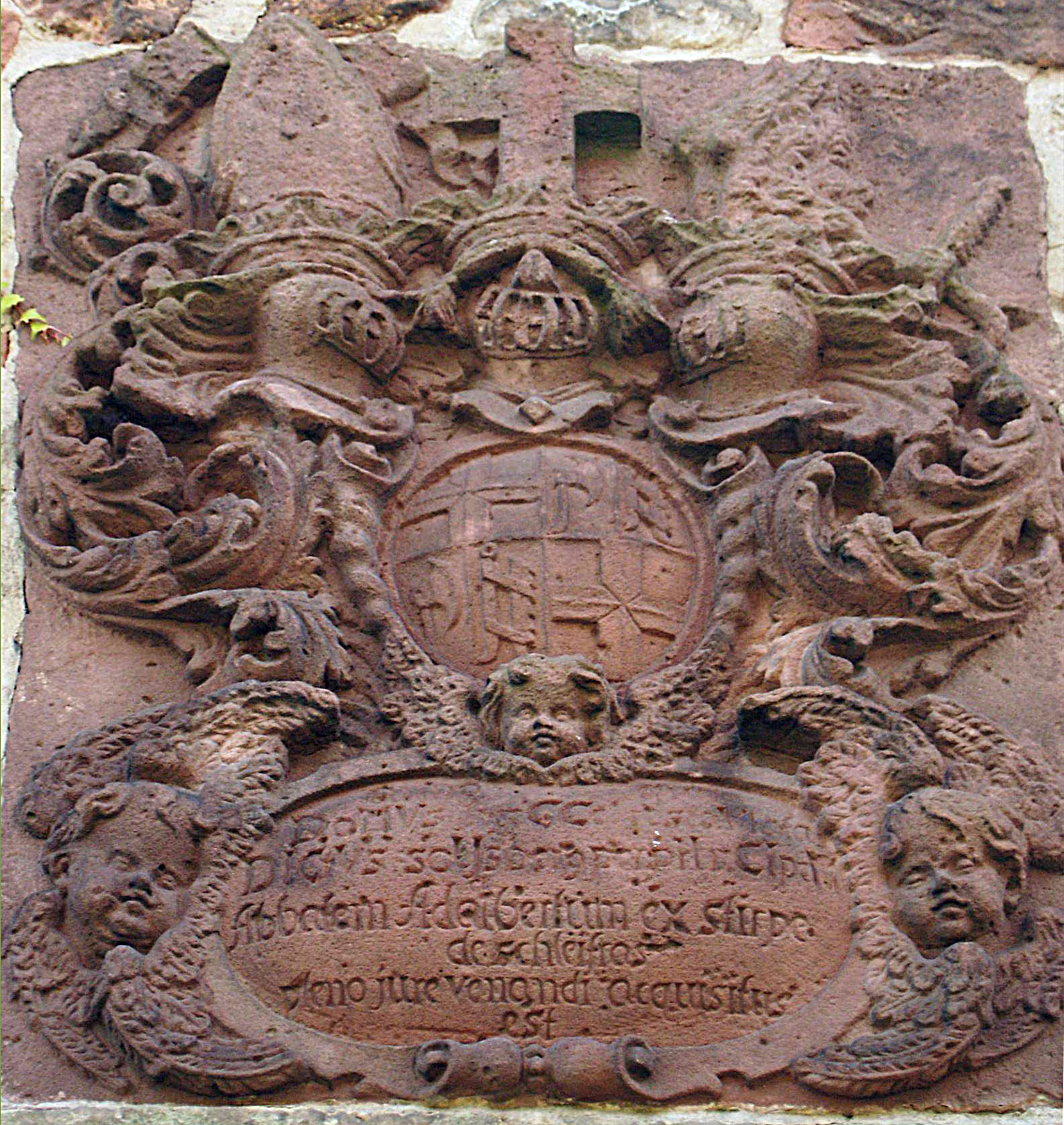
Wappen des Abts Adalbert I. von Schleifras über dem Eingang zum Herrenhaus

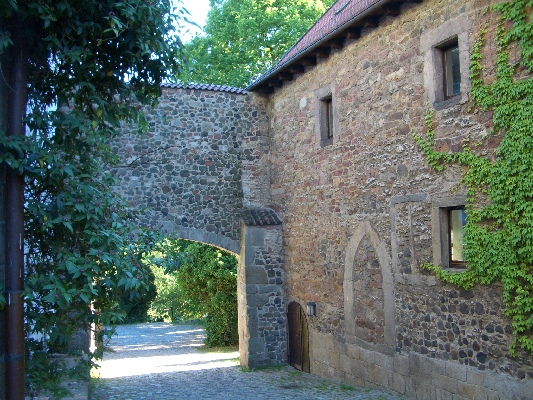
Spitzbogen in der Wand der Festhalle

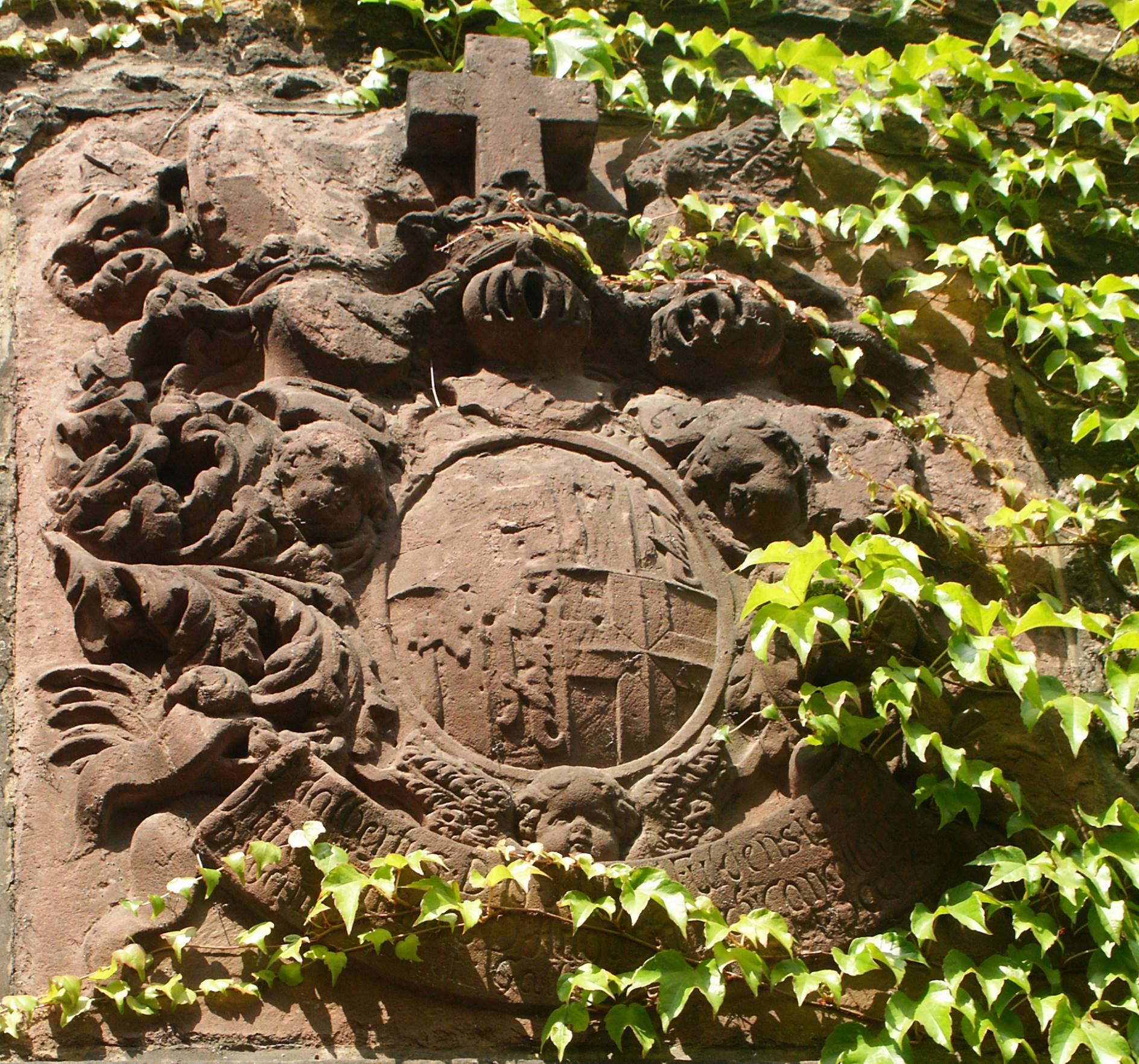
Wappen des Abts Adalbert I. von Schleifras über dem Eingang zum Tagungsgebäude

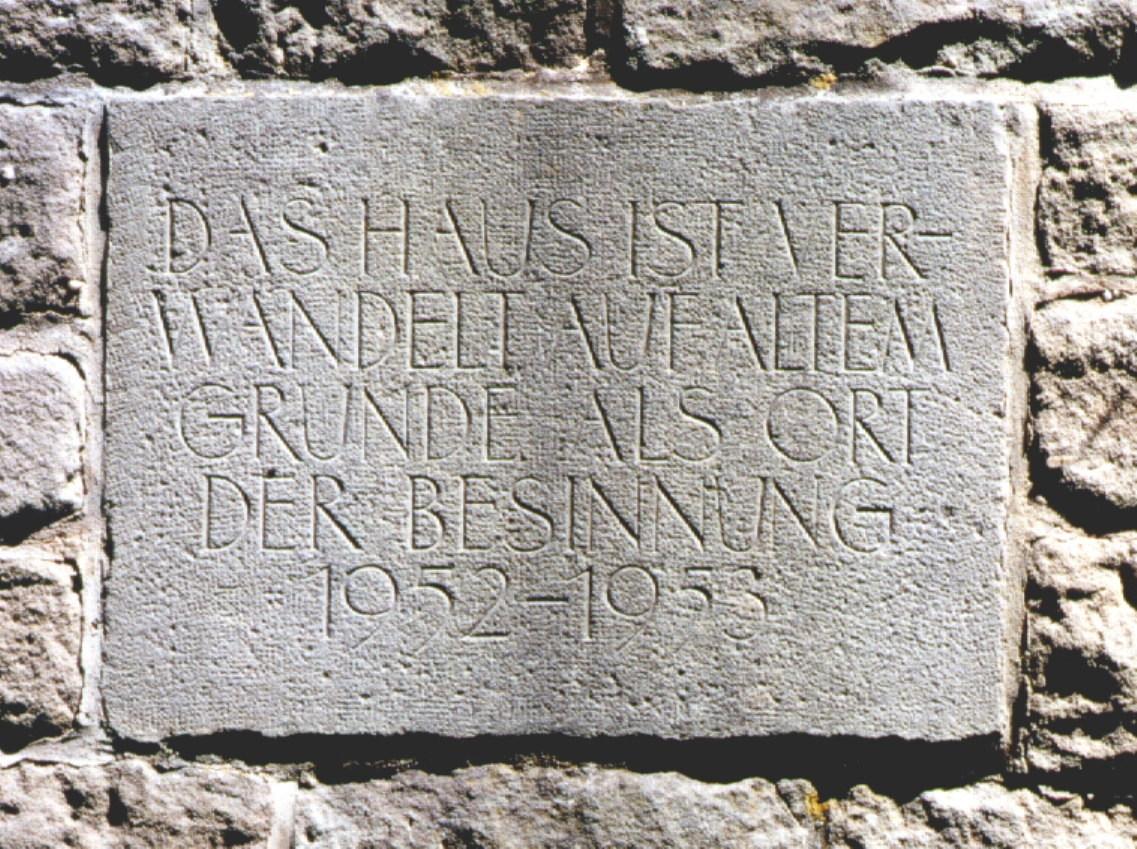
Gründungsstein als Bildungsstätte

Festakt 70 Jahre Akademie Burg Fürsteneck 2023

Die Burg Fürsteneck liegt im Gebiet der Marktgemeinde Eiterfeld im hessischen Landkreis Fulda.
Die Burg wurde als Grenzbefestigung des Klosters Fulda gegründet und ist seit der Säkularisation Eigentum des Landes Hessen. Seit 1952 ist sie hessische Heimvolkshochschule und Akademie für berufliche, gesellschaftspolitische und musisch-kulturelle Weiterbildung.

## Geographische Lage
Die Höhenburg liegt im Hessischen Kegelspiel am Westrand der kleinen Hochebene Wittfeld. Sie befindet sich am Nordwestrand des 1,8 km nordnordöstlich vom Eiterfelder Kernort gelegenen Weilers Fürsteneck auf dem Hausberg (406,5 m ü. NHN).

## Geschichte
Fürsteneck und die umliegenden Dörfer werden 845 dem Fuldaer Kloster im Tausch gegen drei Dörfer aus dem Württembergischen von Ludwig dem Deutschen überlassen. Die Burg bleibt bis zur Säkularisation 1802 fast durchgehend im Besitz des Klosters Fulda.
Abt Heinrich V. Graf von Weilnau nimmt 1290 Berthold von Buchenau als Burgmann an. Gegen Ende des 13. Jahrhunderts wird die Burg, vermutlich unter dem Fürstabt Heinrich V. von Weilnau, als Grenzbefestigung des Hochstifts Fulda erbaut (Ersterwähnung 1309). Aufgrund unablässiger Geldsorgen wird das Amt Fürsteneck bis ins 16. Jahrhundert hinein an wechselnde Herren abgetreten, so unter anderem:
- 1324 Verpfändung des Amtes an Berthold von Wiesenfeld
- 1358 Überlassung von Burg und Amt an Otto von Buchenau
- 1440 Verkauf des Klosters Hersfeld
- 1450 Verkauf von Burg und Umland für 910 Gulden an die „von der Tann“

1460 setzt der Fuldaer Abt Hans von der Tann als Amtmann auf Fürsteneck ein. Graf Heinrich von Henneberg scheitert 1463 bei dem Versuch, Burg Fürsteneck zu erobern.
Das Kloster Fulda kauft 1532 die Burg zurück. Von da an sitzen nur noch fuldische Amtsleute auf Fürsteneck.
Zum Amt Fürsteneck gehören 1603 17 Orte: Arzell, Bodes, Betzenrod, Dittlofrod, Eiterfeld, Hausenmühle, Körnbach, Igelsrod (Wüstung), Leibolz, Leimbach, Malges, Mengers, Ober- und Unterufhausen, Oberweisenborn, Reckrod, Wölf.
Während des Dreißigjährigen Kriegs wird die Burg stellenweise bis auf die Grundmauern zerstört. Die umliegenden Dörfer sind zum Teil menschenleer. In Eiterfeld werden noch drei männliche Bewohner registriert. Abt Adalbert von Schleifras erwirbt 1708 Burg Fürsteneck und baut sie wieder auf. Die Wappen des Fürstabtes von Schleifras zeugen von dem Neuaufbau. Die Ringmauer mit dem Burgtor stammt aus früherer Zeit.
Mit der Säkularisation verliert Fürsteneck 1802 seine offizielle Funktion als „Amt“ an Eiterfeld, das sich von nun an selbst verwaltet. Fürsteneck wird 1818 als Staatsdomäne verpachtet. Die Burg heißt jetzt: „Fürstenecker Herrschaftliche Meyerei“ und wird zum landwirtschaftlichen Gut, dessen Äcker und Wiesen an die Untertanen gegen ein jährliches Bestandsgeld zu 1210 Gulden verpachtet sind.
Seit 1925 bis zum Ende des Zweiten Weltkriegs leitet der Domänenpächter und spätere Kreisbauernführer Salzmann den Gutsbetrieb auf der Burg und macht sie zu einer Schaltzentrale nationalsozialistischer Umtriebe und Übergriffe im Landkreis Hünfeld. So errichtet er mit anderen zusammen auf dem Marktplatz von Eiterfeld einen Galgen, an dem ein Schild mit der Aufforderung angebracht wird, drei jüdische Bürger von Eiterfeld zu hängen.
In den Jahren 1952 bis 1953 wird die heruntergekommene Burg durch die Initiative von Ministerialrätin Johanna Spangenberg, Professor Hermann Schafft und dem späteren ersten Schulleiter Gustav Huhn zur Heimvolkshochschule umgebaut. Als Architekt wird der dem Bauhaus nahestehende Otto Bartning gewonnen. In den Jahren 2003 bis 2008 wird die Burg mit Unterstützung des Landes Hessen in allen Gebäudeteilen grundlegend renoviert. Insbesondere werden alle Unterkunftszimmer mit einer eigenen Nasszelle ausgestattet. Die Seminarräume sind modern eingerichtet und zeitgemäß ausgestattet. Aktuell ist nach einer Architektenausschreibung ein Erweiterungsbau mit zusätzlichen Einzelzimmern sowie Seminar- und Atelierräumen in Planung.

## Baubeschreibung
Die Burg wurde 1290 erstmals urkundlich genannt. Es gibt aber Indizien dafür, dass sie um einiges älter ist:
In der Mauer über dem Haupteingang auf der Südseite befindet sich ein romanisches Einstein-Zwillingsfenster (1), das Fachleute dem 12. Jahrhundert zurechnen. Ein ähnliches Fenster findet sich an der Südseite des Fuldaer Domes. Ein weiteres Einstein-Fenster (2) ist in der Westmauer der Burg zu finden.
Weiteres Indiz für ein höheres Alter der Burganlage könnte sein, dass nur Burgen aus der Zeit vor den Kreuzzügen Türme haben, die zur Außenseite hin bündig mit der Ringmauer abschließen, statt aus der Mauerflucht hervortretende Türme: Der Nordturm steht in einer Linie mit den beiden Außenmauern. Das Gleiche gilt für den alten Bergfried rechts des Eingangstores.
Das jetzige Außentor (3) ist nachträglich, zu Zeiten, als die Burg schon längst nicht mehr als Wehrburg diente, verbreitert worden.
Der eigentliche Durchgang dürfte ein ziemlich enges Tor gewesen sein, das sich im Zweifelsfall leicht verteidigen ließ.
Dasselbe gilt auch für das eigentliche Burgtor (4). Das ursprüngliche Tor dürfte wesentlich niedriger und schmaler gewesen sein. Die Schießscharten im Zwinger (5) links liegen so tief, dass man davon ausgehen kann, auf einer Schuttschicht zu stehen.
Oben auf der Mauer ist ein alter Wehrgang (6), der ursprünglich über das niedrigere Außentor hinwegging. An der Westseite des Wehrgangs befindet sich ein Eckrondell (7) mit dem kleinen Wappen des Fuldaer Fürstabts Johann Bernhard Schenk zu Schweinsberg.
Über dem Burgtor ist eine Mauer mit zugemauerten Fenstern, vermutlich für Wohnräume, die darauf hinweisen, wie oft und umfassend die Burg durch die Jahrhunderte hinweg umgebaut wurde.
Der dem Herrenhaus vorgelagerte kleinere Bau ist der alte Bergfried (8) mit dicken Buckelquadern an allen vier Kanten (siehe auch dieselben Buckelquader am nördlichen Befestigungsturm) und dicken Mauern. Man nimmt an, dass er ursprünglich höher war als das Herrenhaus und mit dem Nordturm das Verteidigungszentrum der Burg bildete.
In den Burgmauern sind verschiedenfarbene Steine verbaut: dunkler Basalt-Bruchstein und hellere Sandsteinquader. Anhand der helleren „Ausbesserungen“ lassen sich die Wunden des alten Gemäuers gut erkennen und geben einen Eindruck von den Renovierungsarbeiten, die Adalbert von Schleifras im 18. Jahrhundert hat ausführen lassen.
Über dem Türrahmen des Herrenhauses (9) hat Adalbert von Schleifras sein Wappen angebracht:
anno quo

DoMVs haeCCe restaVrata (= MDCCX)

DICtVs soYsberg per prInCIpeM (=MDCCX)

Abbatem Adalbertum ex stirpe

de Schleifras 

pleno jure venandi acquisitus est
(In dem Jahre, in dem dieses Haus, Soisberg genannt,
erneuert wurde, 

war es durch den Fürstabt Adalbert aus dem Geschlecht von Schleifras 

Das Chronogramm ergibt jeweils in der zweiten und in der dritten Zeile die Jahreszahl 1710; dabei wird das Y als doppeltes I gerechnet.
Das Haus, in das die Türe führt, ist der alte Wohnbau, der Palas. Eine Spindeltreppe führt zwischen dem Bergfried und dem Palas hinauf und verbindet beide.
Vor dem Wirtschaftsgebäude (10) findet sich ein weiteres Wappen Adalbert von Schleifras’. Hier waren wohl ursprünglich keine Gebäude, sondern nur Mauern und Wehrgang. Allerdings muss schon in früher Zeit eine Erweiterung stattgefunden haben, denn man kann an der Außenmauer des Wirtschaftstraktes zugemauerte Schießscharten entdecken.
Im 19. Jahrhundert, als Fürsteneck landwirtschaftliches Gut war, befanden sich hier die Schmiede und der Schweinestall.
Der Nordturm (11) schließt sich an. Im 19. Jahrhundert war er halb zerfallen und ohne Dach. Zu Zeiten, als er noch als Verteidigungsbau diente, war er zwar nicht zerfallen, aber ebenfalls ohne Dach gewesen, dafür aber mit vielen Schießscharten. Die Außentreppe zum Turm dürfte auch ziemlich spät errichtet worden sein, genauso die Eingangstür zum Turm, während das Fensterchen oberhalb der Tür älter sein dürfte.
Das Nordtor (12) ist wohl auch erst neueren Datums und wird zu der Zeit entstanden sein, als die Domänenbesitzer, bzw. Arbeiter mit Wagen und Pferd auf ihre nördlichen Äcker mussten.
Ein drittes Wappen von Schleifras findet sich über dem Eingang zum Tagungsgebäude (13) mit der Halle, einer ehemaligen Scheune, sowie weiteren Seminarräumen und Zimmern für die Teilnehmenden:
Adalbertus D.G. Abbas Fuldensis S.R.

Imperii Princeps D Augustae Archicancellarius

Per Germaniam et Galliam Primas MDCCIX
(Adalbert, von Gottes Gnade Abt zu Fulda, des Hl. Römischen Reiches Fürst, 

Einige Schritte weiter links vom Eingang zum Tagungsgebäude befindet sich der frühere, jetzt vermauerte, Eingang zur Halle in Form eines spitzbögigen Türgewölbes (14).
Im Gewölbekeller (15) wurde 1957 eine Kapelle für Andachten und Besinnungen eingerichtet.

## Akademie
Burg Fürsteneck ist heute eine freie Bildungseinrichtung mit überregionaler, überparteilicher und überkonfessioneller Ausrichtung. Der grundlegende Umbau zur Bildungsstätte wurde 1952/53 von dem Architekten Otto Bartning vorgenommen.
Jährlich besuchen knapp 4000 Teilnehmer etwa 200 Kurse mit 15.000 Belegungstagen.
Das Programm beinhaltet Veranstaltungen im Rahmen des Bildungsurlaubs, Kurse zu beruflichen Schlüsselqualifikationen wie Kommunikation, Kreativität oder Management sowie berufliche, kulturelle und gesellschaftspolitische Fortbildungsreihen. Wesentlicher Schwerpunkt ist die musisch-kulturelle Bildung mit Angeboten zu Tanz, Musik (Folk-, Bordun- und Alte Musik, Rock, Pop, Jazz, Rhythmus), Theater, Bildnerisches Gestalten (Keramik, Plastik, Malen, Zeichnen) sowie Film und Fotografie. Es finden auch Kurse zu Natur und Ökologie, Freizeit und Gesundheit, zu Fragen der Lebensgestaltung statt.
Seit 2004 befindet sich in der Burg die Hessische Schülerakademie.

## Trägerverein
Die Bildungsstätte wird getragen mit Unterstützung des Landes Hessen von dem gemeinnützigen Verein Hessische Heimvolkshochschule Burg Fürsteneck e. V. Der Verein wurde im Jahre 1952 als runder Tisch unterschiedlicher gesellschaftlicher Gruppierungen gegründet.
Satzungszweck ist die Durchführung von Jugend- und Erwachsenenbildungsmaßnahmen, denen ein ganzheitliches Bildungsverständnis zugrunde liegt. Ziel ist die Integration politisch-sozialer, musisch-kultureller und beruflicher Bildung, wobei die musisch-kulturelle Bildung einen besonderen Schwerpunkt darstellt.